# Olli-Pekka Heinonen
Pour les articles homonymes, voir Heinonen.
Olli-Pekka Heinonen (né le 25 juin 1964 à Eurajoki) est un homme politique finlandais.

## Carrière
De 1994 à 1999, il est ministre de l'Éducation dans le Gouvernement Aho et le Gouvernement Lipponen I.
En 1995, Olli-Pekka Heinonen est élu député de la circonscription du Satakunta.
Dans le Gouvernement Lipponen II, il est ministre des Transports et des Communications de 1999 à 2002,.